# Jorge Mistral
Modest Llosas i Rosell (Aldaia, Horta, 1920 — Mèxic, 1972) va ser un actor valencià conegut amb el nom de Jorge Mistral.
Debutà a Barcelona amb la companyia d'Enric Borràs abans d'iniciar la seva carrera cinematogràfica durant la Postguerra espanyola. Va viure a Cuba i especialment a Mèxic.

## Filmografia
- La llamada del mar (1944)
- Misión blanca (de Juan de Orduña, 1945)
- Locura de amor (1948)
- Deseada (1950)
- La hermana San Sulpicio (de Lluís Lúcia, 1953)
- Boy of the Dolphin (1957; amb Sofia Loren i Alan Ladd)
- Abismos de pasión, de Buñuel
- La venganza (1958, de Juan Antonio Bardem)